# 15868 Akiyoshidai
15868 Akiyoshidai este un asteroid din centura principală de asteroizi.

## Descriere
15868 Akiyoshidai este un asteroid din centura principală de asteroizi. A fost descoperit pe 16 iulie 1996 la Kuma Kogen de Akimasa Nakamura. Asteroidul prezintă o orbită caracterizată de o semiaxă mare de 2,25 ua, o excentricitate de 0,16 și o înclinație de 4,5° în raport cu ecliptica.